# Afroneta pallens
Afroneta pallens är en spindelart som beskrevs av Merrett 2004. Afroneta pallens ingår i släktet Afroneta och familjen täckvävarspindlar.
Artens utbredningsområde är Kongo. Inga underarter finns listade i Catalogue of Life.